# Приключения аиста Чоко и лягушонка Боко (мультфильм)
«Приключения аиста Чоко и лягушонка Боко» — болгарский детский анимационный фильм режиссёра Румена Петкова.
Аист Чоко наивен и пытается проявить себя во многих областях, таких как строитель, пожарный и другие.
Лягушонок Боко разбирается в бомбах и в некоторых эпизодах вызывает взрывы (несмотря на то, что ему шесть лет). Завидует Чоко и постоянно ему мешает в его действиях.
В конце каждой серии появляется второстепенный персонаж — старый близорукий орёл, который принимает Боко за сына и учит летать.

## Эпизоды
- 1. Младенцы почтой (1979)
- 2. Шоколадный автомат (1979) (сценарий Бориса Ангелова, как комикс — в журнале «Дъга», вып. 5)
- 3. Большой подарок (1980) (сценарий Иосифа Переца, как комикс — в журнале «Дъга», т. 6 и т. 9)
- 4. Ресторан «Гнездо аиста» (1982)
- 5. Алло, пожар! (1983)
- 6. Машина времени (1983) (сценарий Бориса Ангелова, как комикс — в журнале «Дьга», вып.10)
- 7. Чоко, Боко и Робоко (1983)
- 8. Олимпийская виза (1984)
- 9. Первое апреля (1984)
- 10. Пуговица (1985)
- 11. Приключение с индиго (1990)
- 12. Прыжок в неизвестность (1990)
- 13. Экскурсия в Альбион (1990)

## Сюжет

### Младенцы почтой (1979)
Аист Чоко работает доставщиком младенцев, а лягушонок Боко постоянно мешает ему работать. Когда Чоко разносил детей, во всех случаях вместо ребёнка оказывался сам Боко, из-за чего ему доставалось от Медведя и Гориллы. Вскоре, Чоко хитростью ловит Боко и доставляет лягушонка старому орлу. Орёл принимает Боко за своего сына и начинает учить лягушонка летать.

### Шоколадный автомат (1979)
Лягушонок Боко привязывает сетку от дерева к дереву, чтобы поймать аиста Чоко. Внезапно, в летающей тарелке летит инопланетный карп и застревает в сетке, подав сигнал тревоги. Однако, карп выходит через трубу летающей тарелки. Боко сначала испугался, а позже решает солгать карпу, что он не здешний. Вскоре приезжает аист Чоко на своём мотоцикле и попадает в сетку, но ему удаётся выбраться из неё, а Боко говорит ему, что им не поздоровится и убегает, позже убегает и сам Чоко. Где бы Чоко не прятался, везде встречался ему инопланетный карп. Вскоре Чоко прячется в летающей тарелке, где и знакомится поближе с инопланетным карпом. Чоко спросил карпа, не собирается ли он его съесть, тот отвечает, что наоборот, он может его угостить и дарит ему шоколадный автомат с бесконечным запасом, а Боко крадёт этот прибор с помощью удочки с магнитом. Карп объясняет Чоко, что его приятель обманщик и спрашивает, чего Боко больше всего боится. Боко рад тому, что украл автомат. Собираясь полакомиться шоколадом, он нажимает на кнопку, но из автомата выходит его приёмный отец - старый Орёл и опять учит его летать.

### Большой подарок (1980)
Чоко, прочитав книгу о земледелии, решает посадить ёлку для того, чтобы получить подарок. Он решил приготовить смесь для дерева, но у него не хватило уксуса и он приходит домой к своему другу, лягушонку Боко и спрашивает, нет ли у него уксуса, поскольку ему нужно было посадить ёлку на случай, если Дед Мороз принесёт ему подарок. Боко тут же отдаёт ему уксус, но он так обзавидовался от такой идеи, что решает переодеться в Деда Мороза. Как только Чоко вырастил ёлку, к нему домой приходит Боко, переодетый в Деда Мороза и дарит ему сначала бомбу, потом телевизор с боксёрской перчаткой на пружине. Вскоре лягушонок решил подарить аисту Чоко динамит, и тут же началась погоня, длившаяся до тех пор, пока динамит не взорвался в руках у Боко, и в результате он повис на ветке дерева. Тут перед лягушонком появился Чоко в костюме Деда Мороза. Он предложил выбрать подарок: большой или маленький. Боко предпочитает большие подарки. А в большом подарке — старый орёл, который как всегда учит Боко летать.

### Ресторан «Гнездо аиста» (1982)
Чоко решает открыть свой ресторан. Лягушонок Боко решает стать его помощником, но Чоко отказывается, из-за чего Боко решает отомстить ему. В это время к ресторану подъехал носорог на маленькой машине и Чоко помогает ему выйти из машины с помощью пылесоса, тот благодарит его и требует тройную порцию любого блюда. Чоко начал готовить его заказ, а Боко решает ему помочь, при этом подсыпав в порцию много перца. Из-за проделок Боко аист приносит носорогу огнетушитель вместо напитка и динамит вместо шницеля по-милански, а носорог окончательно рассвирепел и решает дать сдачи Чоко. Пока носорог гнался за Чоко, Боко тут же решает стать хозяином ресторана и переименовывает ресторан. Тут же к ресторану приезжает Чоко, переодетый арабским  шейхом, заказывает плов и щербет и говорит ему, что носит всю еду в багажнике. Боко подходит к багажнику и открывает дверь, а из багажника вылез старый орёл и снова стал учить лягушонка летать.

### Алло, пожар! (1983)
По телевизору показывают новости, где рассказывают о подвиге лягушонка Боко, сыне старого орла, который совершил невероятный прыжок с большой высоты и сплющился в лепёшку. Боко, лежащий в больничной койке, увидев себя по телевизору, думает: вот Чоко обзавидуется его славе! Тут же по телевизору показывают аиста Чоко, который работает пожарником, и тогда Боко решает обвести его вокруг пальца. Он названивал Чоко, выдавая себя, то за медведя, то за тигра, из-за чего Чоко попадал в неприятности. А когда Боко устраивает пожар в больнице и говорит правду Чоко по телефону, тот сначала ему не верит, но позже всё-таки отправляется в больницу, тушит пожар, устроенный самим лягушонком и вешает Боко на верёвку для сушки белья. Тут же прилетает к Боко его приёмный отец, старый Орёл, и как всегда продолжает учить лягушонка летать.

### Машина времени (1983)
Чоко решает изобрести машину времени, поскольку он узнал об этом из фантастического романа, который написали Ангелов и Перец. На этот шум приходит Боко, интересуется этим и тут же отдаёт аисту бомбу, выдав её за одну важную деталь, которую он забыл. После взрыва машина была окончательно изобретена, отчего Чоко удивился и поблагодарил Боко за такую помощь. Не успевает Чоко испытать машину времени в действии, как тут Боко запускает машину времени и отправляет его в средневековье. Чоко оказывается в плену у двух рыцарей, предков самих Чоко и Боко, но Чоко удаётся выбраться из плена и при этом обхитрить самих рыцарей, перепрыгнув через пропасть длинной 8,91 метров. Рыцари щедро благодарят Чоко и предлагают забрать их золото в награду, а сам Чоко не успевает получить награду и автоматически возвращается домой. Боко, наблюдав за приключениями Чоко через монитор машины, обзавидовался этому и требует своего друга отправить его в прошлое, поскольку он захотел сам добыть золото, а Чоко отправляет лягушонка в каменный век, где он встретится с птеродактилем, предком старого Орла, который хочет научить его летать.

### Чоко, Боко и Робоко (1983)
Лягушонок Боко получает приглашение от Чоко на его день рождения и завидует тому, что у его друга - два дня рождения, а у него один. После чего он готовит ему подарок - букет цветов с динамитом и отправляется к Чоко в гости. Добравшись до дома, он встречает робота Робоко. Боко испугался, но, приняв его за Чоко, дарит ему букет, поджигая при этом динамит. Робот нюхает цветы и отдаёт букет обратно Боко, и букет взрывается в руках у Боко. Тут же вышел из дома Чоко, поздоровался с Боко и познакомил его с Робоко. Дома у Чоко, Робоко приносит торт и пирожные, но не даёт Боко их съесть. Чоко объяснил Боко, что робот так запрограммирован и не позволяет есть с немытыми руками. Робоко уносит Боко в ванную несмотря на то, что лягушонок жалуется на непереносимость воды и мыла. В ванной лягушонок разбирает робота на части и поселяется в его туловище. Чоко замечает, что «Робоко» пришёл без Боко и совершенно не узнаёт робота по его странному поведению. Начинается погоня. Наконец, Чоко прячется в речке, ловит взбесившегося робота и тащит его домой. Прочитав инструкцию он узнаёт, что если робот ведёт себя неправильно, значит у него сел аккумулятор и надо его подзарядить. Стоило подзарядить «робота», как Боко внутри туловища робота кричит, что не хочет быть роботом и хочет хорошо себя вести, и признаётся, что останки робота остались в ванной комнате. В это время к Чоко приходит старый Орёл, приёмный отец Боко, поздравляет Чоко с его днём рождения и говорит Боко, что на этот раз учить летать будет не он, а его робот Орлеан.

### Олимпийская виза (1984)
Боко читает газету и оттуда узнаёт, что Чоко - большая надежда предстоящих Олимпийских игр. Боко разозлился и решает из зависти ему помешать. На забеге Чоко, Боко пытался взорвать марафонскую дорожку, на метании молота - насадил резиновую нить на молот, а в прыжках в воду - выкачал всю воду из бассейна с помощью насоса, но аист, несмотря на преграды, выигрывал эти испытания, а Боко часто попадал в тележку для перевозки больных из-за столкновения со своими ловушками. Позже Чоко вызывает Боко на фехтование, тот соглашается. Боко отдаёт аисту гремучую змею вместо рапиры, в страхе Чоко бросает змею, а она тут же преследует лягушонка, тот прячется от неё, повиснув на платформе для прыжков в воду. Чоко советует ему прыгать, а Боко отказывается, так как он выкачал всю воду. Тогда Чоко посоветовал ему взлететь, и лягушонок полетел, а на небе он встретил своего приёмного отца - старого Орла, который восхищался его успехами в полётах. Но стоило лягушонку рассказать, как ему это удалось, он перестал держаться в воздухе и упал прямо в тележку для перевозки больных.

### Первое апреля (1984)
Однажды утром Чоко позвонил Боко, чтобы у него узнать, не приходила ли посылка от его родной тёти, после чего лягушонок проверил календарь и узнаёт, что сегодня 1 апреля и из-за такого совпадения решает подшутить над своим другом. Боко приезжает к дому Чоко, переодевшись в почтальона, и отдаёт ему фальшивую посылку, в которой оказался целый рой пчёл вместо гостинцев от тёти, и пчёлы разрушают его собственный дом, а от дома остался только его шкаф. Боко приносит ещё одну посылку, в которой по его словам очень много вкусного, а вместо этого в посылки оказались мыши, а после драки с мышами его шкаф разваливается. Вскоре Боко приносит своему другу фальшивое извещение, солгав ему, что пришла посылка с очень вкусными мандаринами, тот в начале отнекивается, а позже соглашается, на что лягушонок понадеялся, что его другу не поздоровится. В почтовом отделении Боко показывает почтальону фальшивое извещение, но так как 1 апреля, у почтальона есть приказ выдавать посылки по фальшивым извещениям, и отдаёт ему целый пакет мандаринов. Боко из-за зависти пишет ещё одно извещение о мотоцикле от тёти Чоко, а в почтовом отделении аисту всё-таки выдали мотоцикл. Тогда Боко решает сам сходить на почтовое отделение со своим фальшивым извещением, но почтальон упаковывает лягушонка в посылку и отправляет его домой к старому Орлу - там поджидал его маленький орлёнок, который хочет научить его летать, как и его отец.

### Пуговица (1985)
Чоко и Боко попадают в армию, где их тренирует пёс-генерал. Боко решает вырезать в мундире Чоко одну из пуговиц, эту нехватку замечает генерал, объясняет ему, что главное для солдата, чтобы все пуговицы были в порядке и посылает Чоко бежать за вырезанной пуговицей, а аист в погоне за пуговицей попадает в неприятности и ему не удаётся поймать пуговицу, генерал ему напоминает про пуговицы и отправляет на кухню чистить лук, вскоре Боко решает помочь ему с пуговицами. На следующий раз генерал проверяет все пуговицы на мундире Чоко, а пуговицы оказались музыкальными, из-за чего Чоко, Боко и генерал не удержались и затанцевали, пока не устали, а аиста опять отправили чистить лук, лягушонок опять решает помочь ему. Генерал опять проверяет пуговицы, а одна выпускает целый поток чернил прямо на генерала, из-за чего аиста опять отправляют чистить лук. Чоко сразу же разбирается с Боко из-за его проделок и тут же меняются мундирами в кучке лука, но мундир Чоко для лягушонка немного великоват. Как только генерал собирался проверить пуговицы на мундирах, пуговицы в мундире Боко начали стрелять, и наконец лягушонка отправляют чистить лук. Боко плачет и зовёт своего папу - старого Орла, чтобы научил его летать, но вместо лягушонка Орёл берёт луковицу и улетает, вскоре к нему подходит Чоко и решает поплакать за компанию вместе с ним.

### Приключение с индиго (1990)
Боко отвечает на телефонный звонок Чоко и врёт ему, что он не обедал, потому что у него нету еды, на что аист приглашает его на свой обед и отправляется к нему домой через телефон. Дома Чоко демонстрирует лягушонку своё новое изобретение - спрей «Индиго», который умеет удваивать любой объект, при этом удвоив свой обед для Боко, стул и люстру, но предупредил, что спрей действует недолго, и тут же исчезает еда Боко, потом исчезает стул, затем падает люстра на голову лягушонку и тоже исчезает, а Боко притворился, что умирает и требует друга принести воды. Пока Чоко отошёл за водой, Боко крадёт спрей и создаёт его временный дубликат и вовремя возвращается на место, а Чоко окатывает его водой, извиняется и говорит ему, что оставляет его дома, поскольку он должен зарегистрировать своё изобретение в патентном бюро, чтобы никто не украл, но было поздно - лягушонок украл спрей, а аисту достаётся дубликат спрея, который тут же исчезает на его глазах. Тут же начинается погоня, лягушонок с краденым спреем удваивал всё, что попадалось ему на пути. Наконец, Боко удваивает каток и аист попадает в его ловушку, его тут же увозят в больницу. К Чоко приходят двойники Боко и издеваются над ним, через некоторое время клоны исчезают, а сам Боко отправляется в патентное бюро. Сотрудник бюро отдаёт награду за изобретение и проверяет спрей, тем самым удваивая награду, а лягушонок рад этому, но в мешке оказывается двуглавый орёл, похожий на приёмного отца Боко, который учит его летать, а сотрудником бюро оказался сам Чоко, который желает лягушонку приятного полёта.

### Прыжок в неизвестность (1990)
Однажды космонавт похвалил Чоко за проявленный героизм в трудных испытаниях и предложил ему полететь в космос вместо него, поскольку он болеет свинкой, а Боко решает помешать ему полететь в космос. В первый раз Боко набивает двигатели камнями, из-за чего ракета взрывается, во второй раз он проделывает дырку в левом крыле и цепляет на дырку крюк с верёвкой, привязанной к столбу, из-за чего ракета падает и разбивается, в третий раз Боко устанавливает в ракету бомбу, но на этот раз ракета взлетает успешно, так как лягушонок перепутал бомбы, его бомба взрывается на его руках и он оказывается на ракете. Чоко благополучно совершает посадку на луне и раздаёт инопланетянам гостинцы, но Боко всё время подменял их. Так Чоко угощал инопланетян бензином вместо малинового сока, ножами вместо шоколадных конфет с марципаном и гранатами вместо апельсинов. Сколько аист не извинялся за свои ошибки, инопланетянам понравились угощения и в ответ дарят ему свой подарок, в котором оказался робот-орёл, который хочет научить Боко летать.

### Экскурсия в Альбион (1990)
Аист Чоко замечает рекламу экскурсии в Альбион за 30000, он интересуется этим, соглашается поехать, так как у него было достаточно денег и отправляется в турбюро, позже эту рекламу замечает сам Боко, завидует своему другу и прячется в чемодане. Прибыв в Альбион, Чоко гонится за своим чемоданом, в котором спрятался Боко. В замке лягушонок любуется портретами аристократов, но в одном из портретов появился призрак, отчего лягушонок решает напугать своего друга, а Чоко не боится призраков. Поэтому лягушонок переодевается в призрака, прячется в телевизоре и пугает аиста, тот прячется в шкафу, а Боко пугается собственного отражения на дверях шкафа, убегает и попадает в стиральную машину. Вскоре Боко стал висеть на верёвке для сушке белья и думает, что поблизости нет настоящего призрака, который может напугать Чоко, как вдруг рядом с Чоко оказывается настоящий призрак, а лягушонок предлагает ему напугать Чоко и отправляются к нему, но сколько не пытались пугать, Чоко избавлялся от призраков хитрыми способами. За такой обман альбионский призрак хочет наказать его, так как Боко подвёл его, а как только лягушонок сказал, что его зовут Боко, призрак признаётся, что он - призрак прадедушки старого близорукого Орла, который хочет научить его летать, от этого Боко падает насмерть.

## Восприятие
Мультипликационный сериал «Приключения аиста Чоко и лягушонка Боко» — первый болгарский звуковой («говорящий») мультипликационный фильм. В Болгарии мультфильм до сих пор считается культовым». Согласно проведённому в 2023 году опросу болгарского Института исследования искусства, 6,5 % респондентов назвали мультфильм своим любимым болгарским детским анимационным фильмом (третье место).